# Fear of Flying
"Fear of Flying" är avsnitt 11 från säsong sex av Simpsons och sändes på Fox i USA den 18 december 1994. I avsnittet blir Homer avstängd från Moe's Tavern och har svårt att hitta en ny bar. Efter att han blir misstagen för en pilot då han dricker på baren för piloter och kraschar ett plan får familjen Simpson gratis flygbiljetter för att inte berätta vad som hände då Homer var pilot. Då de ska flyga får Marge panik och det visar sig att hon är flygrädd. Avsnittet skrevs av Mark Kirkland och regisserades av David Sacks. Gästskådespelare i avsnittet är Anne Bancroft som Dr. Zweig samt Ted Danson, Woody Harrelson, Rhea Perlman, John Ratzenberger och George Wendt som sina rollfigur från Skål. Avsnittet fick en Nielsen ratings på 9.6. Avsnittet har fått mest positiva recensioner.

## Handling
Efter att gjort ett spratt för Moe som inte blev uppskattat blir Homer avstängd från Moe's Tavern och letar efter en annan plats att dricka som en lesbisk bar och baren från Skål. Han får sen börja dricka på baren för piloter efter att påstått att han är en pilot. Eftersom baren bara är för piloter blir Homer sen placerad i cockpiten på ett flygplan och kraschar det genom att lyfta upp planets landningsställ medan de var kvar på marken. I utbyte mot sin tystnad ger flygbolaget familjen gratis flygbiljetter  vart som helst i USA de önskar, utom Alaska och Hawaii. I flygplanet känner Marge ångest och får en panikattack. Familjen kastas då ut ur planet.
Marge vill inte prata med någon om sin rädsla, och Lisa är orolig vad som kommer att hända om Marge inte får prata om sin rädsla. Homer vill inte, då det är dyrt och han tror att psykologen kommer att få Marge att lämna honom. När Marge vill gifta hunden och katten tillsammans, lagar mat för en fest som de inte ska ha och tvättar taket på natten, inser Homer allvaret och Homer ser till att Marge träffar en psykolog, Dr. Zweig. Homer är fortfarande orolig över vad som kommer att hända och försöker ta reda vad som händer på samtalen.
Zweig får reda på rötterna till Marges rädsla att flyga: hon trodde att hans pappa var pilot, men han vara bara flygvärdinna, tillsammans med några andra flygrelaterade ögonblick i sin barndom. Zweig får Marge att inse att hennes pappa var en pionjär försvinner hennes flygrädsla. Familjen ska nu åka på sin resa, men planet kraschar i en sjö innan de hinner lyfta från landningsbanan.

## Produktion
"Fear of Flying" regisserades av Mark Kirkland och skrevs av David Sacks. Idén kom från Sacks då författarna ville ha ett avsnitt då Marge besökte en psykolog av någon anledning. Sacks skrev tillsammans med författarna manuset baserat på historien att Marge är rädd för flyga. Anne Bancroft gästskådespelar som psykologen Zweig. Animatörerna baserade Zweigs utseende på Tress MacNeille som fick göra rösten innan hon spelade in sina repliker. Efter Bancroft spelade in replikerna gjordes Zweig om så den passade Bancrofts röst. De la då in glasögon och silver i håret för att ge henne ett mer troget utseende.
Författarna fick med skådespelarna från Skål utom Kelsey Grammer att medverka i avsnittet som sina rollfigur. Författarna skrev inte in Grammers rollfigur eftersom han är redan gästskådespelar som Sideshow Bob. Ted Danson gästskådspelade som Sam, Woody Harrelson som Woody, Rhea Perlman som Carla, John Ratzenberger som Cliff och George Wendt som Norm.

## Kulturella referenser
Homer besöker i avsnittet baren från Skål där det utspelar sig en typisk scen från Skål. Frasier Crane syns i baren men har inga röster. Marges drömmer att hon är Mrs. Robinson från Lost in Space och Homer är Dr. Smith. Scenen då Marge och Jacqueline Bouvier duckar för ett flygplan som söker mot dem är en referens till I sista minuten.
Homers Mount Lushmore-karikatyr föreställer Eustace Tilley maskoten för The New Yorker. Homers replik om att åka iväg från Springfield är en referens till Livet är underbart. Homer påstår i avsnittet att hans favoritsång är "It's Raining Men". Då Homer letar efter en ny bar besöker han den lesbiska baren She She Lounge. Då Homer inser att det inte har en nödutgång är det en referens till Stonewall Inn som är en maffiabar som inte har en nödutgång.

## Mottagande
Avsnittet hamnade på plats 48 över mest sedda program under veckan med en Nielsen ratings på 9.6. Avsnittet var det tredje mest sedda på Fox under veckan. Avsnittet finns med på videoutgåvan The Simpsons Go To Hollywood.
Under 2007 listade Simon Crerar från The Times gästskådespelarna från Skål på plats 33 över de bästa gästskådespelarna i seriens historia. Warren Martyn och Adrian Wood har i I Can't Believe It's a Bigger and Better Updated Unofficial Simpsons Guide skrivit att det var ett bra Marge-centrerat avsnitt med många bra referenser som hyllingarna till Skål och Lost in Space. Man får också se Marges far för första gången i serien och han liknar Moe. Ryan Keefer på DVD Verdict har sagt att Skålgänget förutom Grammer och referensen till I sista minuten gör avsnittet mycket bättre än du kan tro och gav den betyget B+. Colin Jacobson på DVD Movie Guide har sagt i sin recension över säsong sex att han från avsnittet gillar mest "Guy Incognito" och hunden med den pösiga svansen. Avsnittet följer inte kontinuitet eftersom Marge har flugit i tidigare avsnitt utan problem men avsnittet är hela tiden mycket rolig och underhållande. Från The Phoenix har Anne Bancroft kallat avsnittet för en av de topp 20 med gästskådespelare.